# Lađevići, Bileća
Lađevići so naselje v občini Bileća, Bosna in Hercegovina. 

## Deli naselja
Čengić Do, Lađevići, Louča Do, Rogovi in Zbornica.

## Prebivalstvo
| Pregled števila prebivalcev po letih | Pregled števila prebivalcev po letih | Pregled števila prebivalcev po letih | Pregled števila prebivalcev po letih | Pregled števila prebivalcev po letih | Pregled števila prebivalcev po letih |
| ------------------------------------ | ------------------------------------ | ------------------------------------ | ------------------------------------ | ------------------------------------ | ------------------------------------ |
| 1948                                 | 1953                                 | 1961                                 | 1971                                 | 1981                                 | 1991                                 |
| -                                    | -                                    | -                                    | 125                                  | 117                                  | 87                                   |

| Narodna sestava prebivalstva po letih                                                                                    | Narodna sestava prebivalstva po letih                                                                                       | Narodna sestava prebivalstva po letih                                                                                    |
| --- | --- | --- |
| 1971 | 1981 | 1991 |
| . skupaj: 125 Srbi 125 (100 %) Hrvati 0 (0,00 %) Muslimani 0 (0,00 %) Jugoslovani 0 (0,00 %) drugi in neznano 0 (0,00 %) | . skupaj: 117 Srbi 99 (84,61 %) Hrvati 0 (0,00 %) Muslimani 0 (0,00 %) Jugoslovani 18 (15,38 %) drugi in neznano 0 (0,00 %) | . skupaj: 87 Srbi 86 (98,85 %) Hrvati 0 (0,00 %) Muslimani 0 (0,00 %) Jugoslovani 0 (0,00 %) drugi in neznano 1 (1,14 %) |